# Saisonfisch

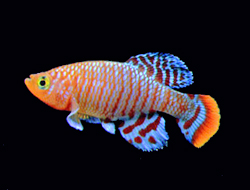
Nothobranchius rachovii

Als Saisonfische oder annuelle Fische bezeichnet man Killifische, die temporäre Gewässer bewohnen, welche in der Trockenzeit regelmäßig austrocknen. In Afrika sind die Saisonfische durch einige Arten der Familie Nothobranchiidae vertreten, auf dem amerikanischen Kontinent durch die Familie Rivulidae.
Während der Regenzeit legen die Saisonfische Eier in den organischen Bodengrund temporärer Gewässer. Das Austrocknen der Gewässer zu Beginn der Trockenzeit führt zum Tod der adulten Saisonfische. Die während der Regenzeit gelegten Eier verbleiben jedoch im Bodengrund, wo sie verschiedene Stadien der Entwicklung und des Stillstandes durchlaufen. Die Stadien des Entwicklungsstillstandes werden als Diapausen bezeichnet. Die Diapause I setzt nach den ersten Teilungsschritten im Ei ein und dauert in der Regel bis zum Austrocknen des Gewässers an. Mit dem Eintreten der Trockenzeit, kann wieder Luft und damit auch Sauerstoff an die Eier gelangen und die Entwicklung setzt sich fort. Diapause II ist ein Entwicklungsstillstand während der Trockenzeit, in den nicht alle Eier eintreten. Fertig entwickelte Eier verharren dann schließlich in Diapause III bis einsetzende Regenfälle die Trockenzeit beenden. Durch diese Diapausen sind die Eier der Saisonfische in der Lage die gesamte Trockenzeit im Boden zu überdauern. Wenn sich das Gewässer wieder mit Wasser füllt, schlüpfen die Jungfische aus ihren Eiern und werden innerhalb weniger Wochen geschlechtsreif, um vor der schon bald erneut einsetzenden Trockenzeit den Bodengrund mit vielen Eiern bestücken zu können.

## Aquaristik
Für die Pflege von Saisonfischen im Aquarium müssen den Fischen Ablaichmöglichkeiten geboten werden. Entweder muss der gesamte Beckenboden mit einer Torfschicht ausgestattet sein oder es muss ein Gefäß mit Torf in das Aquarium gestellt werden. Bei Fischen, die tief im Boden ablaichen muss die Torfschicht mindestens so dick sein wie die Fische lang sind. Um die Eier zur Entwicklung zu bringen, wird der Torf aus dem Aquarium entnommen und auf eine geringe Restfeuchte getrocknet. Der so behandelte Torfansatz wird in einem Plastikbeutel für die Dauer der artspezifischen „Trockenzeit“ aufbewahrt. Wenn sich die Eier entwickelt haben, wird der Torf gewässert und nur wenige Stunden später schlüpfen die Jungfische.